# Notoniscus secundus
Notoniscus secundus är en kräftdjursart som beskrevs av Hans Strouhal1961. Notoniscus secundus ingår i släktet Notoniscus och familjen Styloniscidae. Inga underarter finns listade i Catalogue of Life.